# Монастир (вілаєт)
41°01′55″ пн. ш. 21°20′05″ сх. д. / 41.031944444444° пн. ш. 21.334722222222° сх. д.
Монастирський вілаєт (осман. ولايت مناستر) — вілаєт Османської імперії, що розташовувався у центральні та південній частині Балканського півострова. Утворений 1867 року замість Монастирського еялету. Припинив своє існування за результатами Першої балканської війни у 1913 році.

## Історія
У 1867 році в рамках реформи Танзімату еялет Монастир було перетворено на Монастирський вілаєт. Разом з Дунайським та Боснійським вілаєтами забезпечував османське панування на Балканах. Втім, протяжність меж цього вілаєту не сприяла вправному керуванню, особливо з військової точки зору. Тому 1871 року від нього відділено вілаєти Ішкодра і Прізрен, в результаті у 1877 році фактично припинив існування. Втім, у 1879 році Монастирський вілаєт відновлено, але у значно менших кордонах.
У 1880—1881 роках південні та західні частини вілаєту були охопленні виступом албанської Прізренської ліги, що намагалася об'єднати усі землі, що були населення албанцями. Втім, військам вдалося придушити цей виступ. У 1908 році став центром Молодотурецької революції. У 1911 році сюди переправлено 2-у армію османської імперії.
У 1912 році землі цього вілаєту стали місцем битв часів Першої балканської війни. В результаті поразок від сербської та грецької армій, територія вілаєту Монастир було розділено між Сербським королівством, Грецьким королівством та Князівством Албанія.

## Структура та адміністрація
У 1867—1871 роках вілаєт складався з 4 санджаків: Монастир, Прізрен, Дебре, Шкодер.
У 1879—1912 роках складався з 5 санджаків:
- Монастирський санджак мав 5 кази: Монастир, Пірлепе, Флорина, Кирачова, Охрі.
- санджак Серфіче (з 1889 року) — 6 кази: Серфіче, Козана, Аласонья, Каялар, Насліч, Гребне.
- санджак Дебре — 4 кази: Дебре-і Бала, Ракалар, Мат, Дебре-і Зір
- Ілбасанський санджак — 3 кази: Ілбасан, Грамеч, Пеклін.
- санджак Гьорідже — 4 кази: Гьорідже, Істарова, Колонья, Кесріє.

### Валі
- Алі Саїб Паша Гюрчу (1874—1875)
- Мехмед Рефат Паша Байтар (1875)
- Мехмед Редіф Паша Бурсала, (1875)
- Алі Саїб Паша Гюрчу (1875—1876)
- Ібрагім Дервіш Паша (1876)
- Абді Черкез Паша (1876—1877)
- розділено
- Ахмед Мухтар Паша Катерддіоглу (1879—1880)
- Ахмед Аюб Паша (1880—1884)
- Алі Кемалі Паша Солемезоглу (1884—1887)
- Халіл Ріфат Паша (1887—1889)
- Ахмед Аюб Паша (1889)
- Мехмед Фаїк Паша Сєлникли (1889—1895)
- Абдулкерим Паша Бурсала (1895—1901)
- Хасан Едіп Паша (1901—1903)
- Алі Раза Паша (1903)
- Ебукекір Хашим-бей (1903—1906)
- Ахмед Рашид-бей (1906—1907)
- Хафез Паша (1907—1908)
- Гусейн Фахрі Паша (1908—1909)
- Халіл-бей (1909—1910)
- Мехмед Рашид Паша Мектубізаде (1910—1912)
- Алі Муніф-бей (1912)
- Бехджет Юсуф (1912)

## Населення
Відповідно до досліджень сучасників у 1890-х роках в вілаєті мешкало 803,340 осіб. З них 216961 були албанцями (35,525 осіб були християнами), 108023 — греками, 186,656 — болгарами, 93,694 — сербами, 78,867 — турками, 53227 — арумунами, 11542 — помаками, 5270 — жидами. Політика асиміляції та ісламізації у поєднані з опором християн призвела до того, що у 1912 році албанців-мусульман було 219 тис. осіб, болгар — 331 тис., аруманів — 65,5 тис., греків — 62 тис., помаків — 24 тис., турків — 11,5 тис.
Після поразки у Першій балканській війни у 1913 році значна частина мусульман пересилилася до малоазійських вілаєтів Османської імперії, частина — до князівства Албанія.